# 1837.
◄ | 18. stoljeće | 19. stoljeće | 20. stoljeće | ►
◄ | 1800-ih | 1810-ih | 1820-ih | 1830-ih | 1840-ih | 1850-ih | 1860-ih | ►
◄◄ | ◄ | 1834. | 1835. | 1836. | 1837. | 1838. | 1839. | 1840. | ► | ►►
Arhitektura • Astronomija • Biologija • Glazba • Kazalište • Kemija • Kiparstvo • Knjige • Književnost • Kršćanstvo • Meteorologija • Medicina • Politika • Pravo • Promet • Slikarstvo • Šport • Znanost • Željeznički promet

## Događaji
- Stanko Vraz se priključio Ljudevitu Gaju i Ilirskom pokretu

## Rođenja
- 2. siječnja – Milij Aleksejevič Balakirev, ruski skladatelj i dirigent († 1910.)
- 25. siječnja – Pavao Kolarić, hrvatski isusovac († 1862.)
- 1. ožujka – Ion Creangă, rumunjski književnik († 1889.)
- 16. ožujka – Grover Cleveland, 22. predsjednik SAD-a († 1908.)
- 7. lipnja – Alois Hitler, otac Adolfa Hitlera († 1903.)
- 8. lipnja – Ivan Kramskoj, ruski slikar († 1887.)
- 18. srpnja – Vasil Levski, bugarski revolucionar († 1873.)
- 24. kolovoza – Pero Čingrija, hrvatski političar († 1921.)
- 3. listopada – Filip Frano Nakić, hrvatski svećenik i splitski biskup († 1910.)
- 24. prosinca – Elizabeta, austrijska carica i mađarska kraljica († 1898.)

## Smrti
- 23. siječnja – John Field, irski skladatelj (* 1782.)
- 10. veljače – Aleksandar Sergejevič Puškin, ruski književnik (* 1799.)
- 18. ožujka – Aleksandar Alagović, zagrebački nadbiskup (* 1760.)
- 31. ožujka – John Constable, britanski umjetnik (* 1776.)
- 20. lipnja – Vilim IV., engleski kralj (* 1765.)

## Vanjske poveznice
|  | Zajednički poslužitelj ima još gradiva o temi 1837. |